# クリスティアン・ラーセン
クリスティアン・ラーセン（Christian Larsen、1983年9月29日 - ）はデンマークの卓球選手。
2009年1月時点での世界ランキングは199位。所属クラブはDragør BTK。

## 略歴
ジュニア時代は国内および国際大会で活躍していたが、シニアになってからは伸び悩み、シングルスでは以前のような結果を残せていないものの、ダブルスにおいては2003年のブラジルオープン、2006年のチリオープンで、それぞれベスト8、ベスト4に入っている。
2008年には国内選手権の準決勝でマイケル・メイスに敗れたものの、自己最高のベスト4に入った。
世界選手権には2005年の上海大会から、2006年ブレーメン大会、2007年ザグレブ大会、2008年広州大会と連続出場している。
北ヨーロッパ選手権では2006年に団体戦で優勝し、2008年に母国で行われた同大会ではシングルスとダブルスの二種目を制覇した。

## プレースタイル
前陣での両ハンドカウンター、速攻、ブロックが持ち味。

## 主な戦績
- 2003年
  - ITTFプロツアー・ブラジルオープン 男子ダブルス ベスト8
- 2006年
  - ITTFプロツアー・チリオープン 男子ダブルス ベスト4
  - 北ヨーロッパ選手権 男子団体優勝
- 2008年
  - 北ヨーロッパ選手権 男子シングルス優勝、男子ダブルス優勝
  - デンマーク選手権 男子シングルス ベスト4